# Estilo Fosbury
El estilo Fosbury, salto Fosbury o simplemente Fosbury, es una técnica utilizada en el salto de altura, que se diferencia de las anteriores en que el atleta realiza el salto de espaldas al listón.

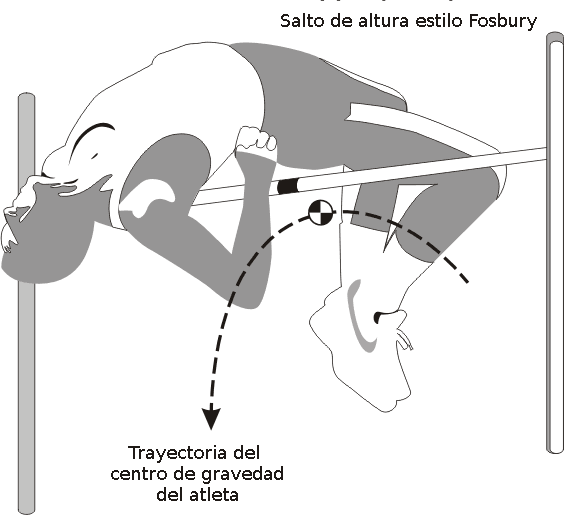
Esquema salto estilo Fosbury.

## Técnica
Consiste en correr hacia el listón siguiendo una trayectoria curvilínea, de forma que la aproximación final al mismo se hace en dirección transversal a éste para, una vez ante el listón, saltar de espaldas y con el brazo más próximo extendido. De este modo se deja menos espacio entre el centro de gravedad del cuerpo y la propia barra.
La técnica fue popularizada (que no inventada) por el atleta estadounidense Dick Fosbury, quien batió el récord olímpico y ganó la medalla de oro en los Juegos Olímpicos de México 1968. En realidad, también había sido utilizada por algunos atletas en años anteriores (sobre todo la plusmarquista canadiense Debbie Brill, quien comenzó a usar este tipo de salto en 1966 a la edad de 13 años). Fue solo gracias a los éxitos de Fosbury que la técnica tuvo un gran seguimiento y hoy en día es la única utilizada a nivel competitivo.
Antes de la introducción del salto de Fosbury, los saltadores usaban la técnica de la tijera y posteriormente las del rodillo costal y rodillo ventral.